# Besaia goddrica
Besaia goddrica är en fjärilsart som beskrevs av William Schaus 1928. Besaia goddrica ingår i släktet Besaia och familjen tandspinnare. Inga underarter finns listade i Catalogue of Life.